# Sparklehorse

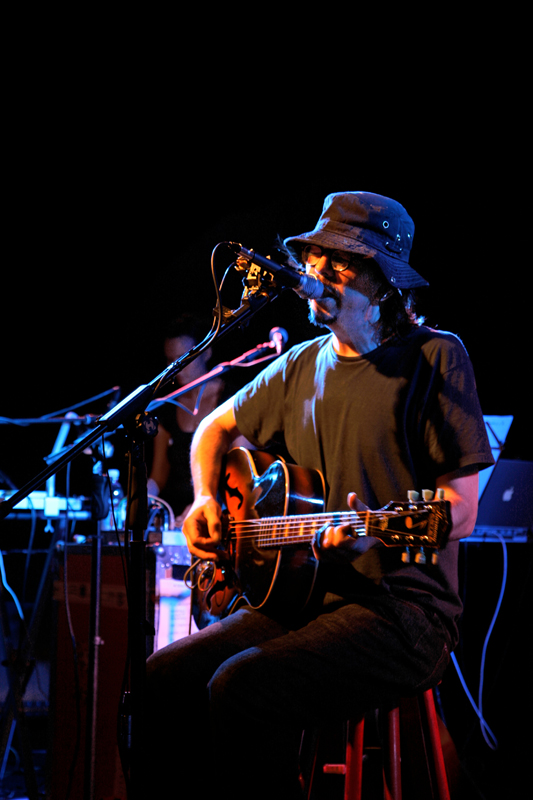
Mark Linkous (2007)

Sparklehorse war eine US-amerikanische Band mit dem Lead-Sänger Mark Linkous. Sie war anzusiedeln im Alternative-Folk-Genre, es finden sich jedoch auf jedem Album einige härtere Indiesongs. Die Musik von Sparklehorse ist geprägt von Rock- und Countrygitarren sowie Samples. Die Texte von Mark Linkous, der unter Depressionen litt, behandeln Einsamkeit und Melancholie.

## Geschichte
Das erste Sparklehorse-Album Vivadixiesubmarinetransmissionplot erschien 1995 und konnte sich in den englischen Charts platzieren. Auf seiner England-Tour erlitt Linkous 1996 aufgrund einer überdosierten Einnahme von Valium, Antidepressiva und Alkohol einen Zusammenbruch. Er war 14 Stunden bewusstlos und für zwei Minuten klinisch tot. Nach Operationen und Genesung wurde im Oktober 1998 das Album Good Morning Spider veröffentlicht.
In seiner Karriere arbeitete Sparklehorse sowohl in Projekten als auch auf seinen Alben mit diversen bekannten Musikern zusammen. Auf It’s a Wonderful Life, dem dritten Album der Band (2001), begleiten ihn u. a. Nina Persson (von The Cardigans), Vic Chesnutt, PJ Harvey und Tom Waits als Gastsänger.
2006 erschien das vierte und letzte Sparklehorse-Album Dreamt for Light Years in the Belly of a Mountain. Danach hat er auf einem Album des Musikproduzenten und Musikers DJ Danger Mouse mitgewirkt. Diese Zusammenarbeit wurde in einer eigenständigen Kollaboration fortgesetzt: DJ Danger Mouse und Sparklehorse produzierten als Duo Anfang 2009 das Album Dark Night of the Soul, das am 9. Juli 2010 erschien.
Am 6. März 2010 schoss sich der 47-jährige Linkous hinter dem Haus eines Freundes in Knoxville, Tennessee mit seiner eigenen Waffe ins Herz.

## Diskografie

### Alben
| Jahr | Titel                                             | Höchstplatzierung, Gesamtwochen, AuszeichnungChartplatzierungen (Jahr, Titel, Platzierungen, Wochen, Auszeichnungen, Anmerkungen) | Höchstplatzierung, Gesamtwochen, AuszeichnungChartplatzierungen (Jahr, Titel, Platzierungen, Wochen, Auszeichnungen, Anmerkungen) | Höchstplatzierung, Gesamtwochen, AuszeichnungChartplatzierungen (Jahr, Titel, Platzierungen, Wochen, Auszeichnungen, Anmerkungen) | Höchstplatzierung, Gesamtwochen, AuszeichnungChartplatzierungen (Jahr, Titel, Platzierungen, Wochen, Auszeichnungen, Anmerkungen) | Anmerkungen      |
| Jahr | Titel                                             | DE | CH | UK | US | Anmerkungen      |
| ---- | ------------------------------------------------- | --- | --- | --- | --- | ---------------- |
| 1996 | Vivadixiesubmarinetransmissionplot                | — | — | UK58 (2 Wo.)UK | — |                  |
| 1998 | Good Morning Spider                               | — | — | UK30 (2 Wo.)UK | — |                  |
| 2001 | It’s a Wonderful Life                             | — | — | UK49 (2 Wo.)UK | — |                  |
| 2006 | Dreamt for Light Years in the Belly of a Mountain | — | — | UK60 (1 Wo.)UK | — |                  |
| 2010 | Dark Night of the Soul                            | DE70 (3 Wo.)DE | CH40 (2 Wo.)CH | UK32 (2 Wo.)UK | US24 (2 Wo.)US | mit Danger Mouse |

Weitere Alben
- 1995: Chords I’ve Known (EP)
- 2000: Distorted Ghost (EP)
- 2001: Chest Full of Dying Hawks (’95-’01) (EP, USA)
- 2023: Bird Machine (posthum)

### Singles
| Jahr | Titel Album                                                      | Höchstplatzierung, Gesamtwochen, AuszeichnungChartsChartplatzierungen (Jahr, Titel, Album, Platzierungen, Wochen, Auszeichnungen, Anmerkungen) | Anmerkungen |
| Jahr | Titel Album                                                      | UK | Anmerkungen |
| ---- | ---------------------------------------------------------------- | --- | ----------- |
| 1996 | Someday I Will Treat You Good Vivadixiesubmarinetransmissionplot | UK85 (1 Wo.)UK |             |
| 1996 | Hammering the Cramps Vivadixiesubmarinetransmissionplot          | UK91 (1 Wo.)UK |             |
| 1996 | Rainmaker Vivadixiesubmarinetransmissionplot                     | UK61 (2 Wo.)UK |             |
| 1998 | Sick of Goodbyes Good Morning Spider                             | UK57 (2 Wo.)UK |             |

Weitere Singles
- 1995: Spirit Ditch
- 1998: Come On In
- 1998: Painbirds
- 2001: Gold Day
- 2006: Ghost in the Sky
- 2006: Don’t Take My Sunshine Away
- 2006: Knives of Summertime